# 100 Proof
100 Proof é o terceiro álbum de estúdio da cantora Country norte-americana Kellie Pickler. O primeiro single, "Tough" foi lançado em Janeiro de 2012, e mostrou Kellie com um estilo diferenciado, em um country mais tradicional em comparação com seus álbuns anteriores.

## Faixas
1. "Where's Tammy Wynette" (Jimmy Ritchey, Don Poythress, Leslie Satcher) - 2:42
2. "Unlock That Honky Tonk" (Kellie Pickler, Satcher) - 3:38
3. "Stop Cheatin' on Me" (Morgane Hayes, Chris Stapleton) - 2:48
4. "Long as I Never See You Again" (Pickler, Dean Dillon, Dale Dodson) - 3:44
5. "Tough" (Satcher) - 2:49
6. "Turn On the Radio and Dance" (Pickler, Satcher) - 3:13
7. "Mother's Day" (Pickler, Kyle Jacobs) - 3:41
8. "Rockaway (The Rockin' Chair Song)" (Pickler, Barry Dean, Brent Cobb) - 3:04
9. "Little House On the Highway" (Rodney Clawson, Natalie Hemby) - 3:13
10. "100 Proof" (James T. Slater, Satcher) - 3:46
11. "The Letter (To Daddy)" (Dodson, Dillon, Pickler) - 2:06

## Singles
- "Tough" (2012)